# Noi non siamo come James Bond
Pour plus de détails, voir Fiche technique et Distribution.
Noi non siamo come James Bond (Titre original : Nous ne sommes pas comme James Bond) est un film documentaire italien de Mario Balsamo sorti en 2012.

## Synopsis
Il s'agit d'un documentaire sur les aléas de la vie et de l'amitié : en effet malgré tous nous sommes à un moment où à un autre atteints par des maux, et contrairement à James Bond nous n'en sortons pas toujours indemnes.
Le film constitue une sorte de « vademecum » sur la façon de dépasser la maladie. L'interprétation des deux personnages Mario Balsamo et Guido Gabrielli, « amis depuis plus de trente ans » est libre et sans artifices, ils n'hésitent pas à se disputer sur leurs désaccords et évoquer avec la plus grande froideur les désagréments de leur état.
Frappés tous les deux par un cancer, il se soumettent ensemble aux examens, tests, analyses et à la fin ils se délassent en admirant le panorama de la mer de Sabaudia, recouvrant pour un instant leur esprit enfantin. Leur dernier caprice est un appel téléphonique à l'acteur Sean Connery qui refuse gentiment leur invitation.
Le film a été présenté en avant-première le 9 décembre 2012, à l'espace Oberdan, Filmaker Milan.

## Fiche technique
- Titre original : Noi non siamo come James Bond  (Nous ne sommes pas comme James Bond)
- Titre français :
- Réalisation : Mario Balsamo
- Scénario : Mario Balsamo - Guido Gabrielli
- Mise en scène : Mario Balsamo - Guido Gabrielli
- Décors :
- Musique : Teho Teardo
- Son : Gianluca Scarlata
- Montage du son : Marzia Cordo - Stefano Grosso (participation de Daniela Bianchi)
- Photographie : Andrea Foschi - Sabrina Varani - Simone Pierini
- Montage : Benni Atria e Tommaso Orbi
- Production : Gianfilippo Pedote
- Maison de production : Hasenso - Mir Cinematografica - Rai Cinema
- Société de distribution :
- Pays d'origine :  Italie
- Langue originale : italien
- Format couleur:
- Genre : Documentaire
- Durée : 77 minutes environ
- Dates de sortie :
  -  Italie : 12 avril 2013
  -  France :

## Distinctions

### Prix
- Torino Film Festival : Prix spécial du jury à Mario Balsamo (it) « Prix », sur Mymovies.it (consulté le 1er mars 2013)